# Bali Rodríguez
Bali Rodríguez (tên đầy đủ, Bárbara Laura Rodríguez Bonilla) sinh ngày 8 tháng 8 năm 1985 tại San Jose Costa Rica. Cô là con gái của cựu Hoa hậu Costa Rica Barbara Bonilla và Carlos Rodríguez, chủ sở hữu của đường đua La Guacima.
Bali Rodriguez bắt đầu làm người mẫu chuyên nghiệp khi cô 17 tuổi. Cô sống ở Sydney, Úc trong 2 năm làm việc để xây dựng sự nghiệp. Cô đã sống hoặc làm việc tại Miami Beach, Milan, Hy Lạp, Hamburg, Düsseldorf, Munich, Barcelona, Dubai, Los Angeles, Tokyo và Singapore. Thành phố cư trú cuối cùng được biết đến của cô là New York.
Bali Rodriguez đã làm người mẫu cho Đồ lót Pierre Cardin, Thời trang Raoul, Mascara Avon, Olay Total Effects, Mỹ phẩm Sally Hansen và các nhãn hiệu thời trang khác làm cho cô trở thành một người mẫu cho công chúng Costa Rica trong làng thời trang quốc tế.
Bali Rodriguez là người sáng lập công ty người mẫu đầu tiên ở Costa Rica được quốc tế công nhận. Quản lý mô hình độc đáo Costa Rica.

## Đóng phim
- AE Apocalypse Earth (2013) trong vai Lea